# Svatý rok 1925
Jubilejní Svatý rok 1925 (21. řádné univerzální jubileum), který navázal na předchozí řadu Svatých roků, vyhlásil jej papež Pius XI. 29. května 1924 bulou Infinita Dei Misericordia, v níž zdůraznil závazek církve a všech křesťanů k lepší společnosti. Dal podnět k misijní činnosti po celém světě, což mu vyneslo titul „papež misií“. Papež zakázal ve Vatikánu politické symboly, ale přesto jako první požehnal sjednocenému italskému státu.

## Příprava
Mezi Svatým rokem 1900 Lva XIII., jímž bylo posvěceno nové století a vztyčovány kříže na nejvyšších vrcholcích světa, a jubilejním rokem 1925, který zanechal v liturgii církevního roku trvale slavnost Ježíše Krista Krále, došlo k dosud nejstrašnější katastrofě v lidských dějinách – k první světové válce. Navenek poklidný svět počátku dvacátého století se změnil v svět nejistoty, neklidu a revolucí.
Nový papež Pius XI., jehož starobylé tzv. Malachiášovo proroctví označilo přízviskem „Neochvějná víra“, naznačil už v den své volby, 6. února 1922, že se nechce uzavírat světu. Byl prvním papežem, který po zániku papežského státu udělil své první papežské požehnání nikoliv z balkónu uvnitř baziliky svatého Petra, nýbrž z vnějšího balkónu na náměstí. V prvé své encyklice zdůraznil, že mír, založený jen na vzájemných smlouvách, jimiž se skončila první světová válka, není skutečným mírem mezi národy: „Je svěřen pouze úředním dokumentům, v srdcích lidí však zapsán není.“
Na slavení Svatého roku myslel Pius XI. už ode dne svého zvolení. V okružním listě „Ubi arcano Dei“ z 22. prosince 1922, v němž vzpomenul mezinárodního eucharistického sjezdu, konaného tehdy v Římě, vyjevil i svůj úmysl shromáždit v Římě biskupy celého katolického světa během blížícího se Svatého roku a po padesáti pěti letech uzavřít nedokončený První vatikánský koncil – dílo provedené až o půl století později Druhým vatikánským sněmem. Nejistá doba totiž Piu XI. nedovolila uskutečnit tento smělý plán.

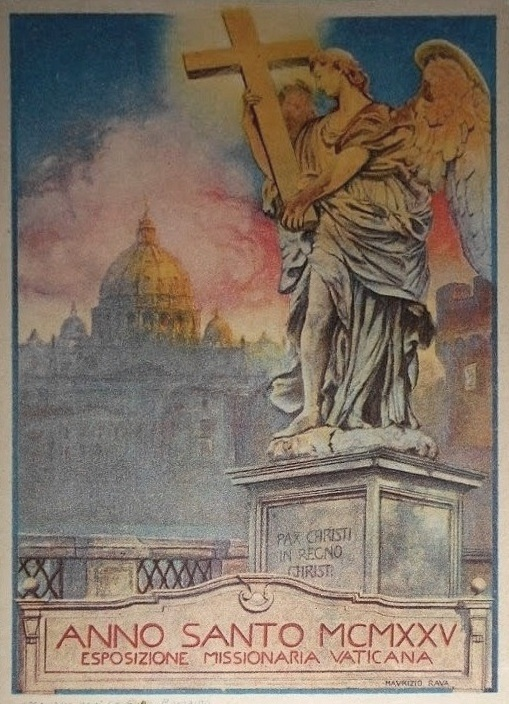
Pohlednice Svatý rok 1925 (Vatikánská misijní výstava)

Svatý rok se však v roce 1925 konal. Papež k němu vydal zvláštní pokyny už v roce 1923. V jeho rámci se měla otevřít veliká misijní výstava, aby pozornost poutníků byla tak zaměřena k rozvíjejícím se misiím. Kardinálu prefektu Kongregace pro misie napsal v dopise počátkem roku 1923, „aby se ve Svatém roce 1925, kdy se, jak doufáme, že nám to Pán dopřeje, sjedou ze všech konců světa do tohoto posvátného města početní oddaní synové církve na zbožnou pouť, konala ve Vatikánském paláci misijní výstava.“ Spojení Svatého roku se zaměřením na misijní činnost církve jako na současný a živý konkrétní projev její víry a lásky zdůraznil onen velký papež misií též členům přípravného výboru pro Svatý rok dne 1. března 1924. Mezi členy výboru byl i monsignor Angelo Roncalli, pozdější papež Jan XXIII.
Biskupové celého světa byli 13. dubna 1924 vyzváni, aby podpořili všechny podněty a akce zaměřené na důstojnou oslavu Svatého roku. 29. května byla v předsíni baziliky svatopetrské slavnostně čtena bula vyhlašující Svatý rok, v níž Pius XI. zdůraznil, že spolu se zbožnými úkony poutníků je především zapotřebí pomoci Boží, „aby povzbudila duše k vyššímu stupni svatosti a mravní dokonalosti a aby podnítila křesťanskou obnovu společnosti. Neboť tak jako bezuzdná mravní nevázanost jednotlivců vyústí ve škodu všech, tak také obrácení jednotlivců k světějšímu životu jasně přivádí celou lidskou společnost k nápravě a užšímu přimknutí k Ježíši Kristu.“ Dále papež pokračuje: „Není však možno vidět, jak by se dala obnovit pouta bratrství mezi lidmi a jak by bylo možno nastolit trvalý mír, když ani občané, ani vlády samy se nedají proniknout onou láskou, jež bohužel už dlouho, zvláště následkem války, je jakoby udušena a zapomenuta.“
V samý předvečer Svatého roku světová situace jen podtrhovala obavy Pia XI. V Palestině po skončení turecké nadvlády bylo uspořádání poměrů svěřeno nekatolické Velké Británii, která se pochopitelně nijak nezasazovala za zájmy katolíků na svatých místech, jak se po skončení války doufalo. Celý Střední východ byl v pohybu: tisíce arménských uprchlíků, kterým se podařilo uniknout krvavému pronásledování, ztěžovalo nesnadnou hospodářskou situaci zemí, jež je přijaly: Sýrie, Řecka a Bulharska. V sovětském Rusku bylo bezbožectví vyhlášeno za státní ideologii a kostely byly přeměňovány na vojenské baráky, na divadla, na výstavní síně, církevní představitelé byli vězněni a věřící pronásledováni. V Evropě samé trvalo francouzsko-německé napětí, rýnský separatismus byl krvavě potřen a v celém Německu získávaly půdu revoluční živly. V Itálii se dostal k moci fašismus. Ve Švýcarsku a v Československu se stále silněji ozývaly hlasy proti církvi. Ani jinde však nebyl klid: Anglii ničily vážné stávky, na Pyrenejském poloostrově se chystala půda pro diktaturu. K tomu se přidávala všeobecná peněžní krize v celé Evropě, jež byla předzvěstí velké hospodářské krize. Jen některé misijní země poskytovaly radostnější naděje na rozkvět křesťanství.
Proto se měli i poutníci během Svatého roku k získání odpustků modlit za mír mezi národy, za návrat nekatolíků do církve a za úpravu poměrů v Palestině. Tento poslední úmysl byl tentokrát přidán k obvyklým dvěma prvním. Ještě před zahájením Svatého roku došlo v samém Římě k nechutné polemice proti papeži a Svatému roku, když dala italská vláda v rámci příprav mj. zbořit staré domky u kolonády svatého Petra. Byl totiž mezi nimi i ten, v němž měl sídlo radikálně protikatolický kroužek Giordana Bruna. Římem byly také šířeny poplašné zprávy, že kupole Svatopetrské baziliky hrozí zřícením a že nával poutníků přispěje ke zvýšení cen. V cizině zase kolovaly zprávy, že kvůli nedostatečnému zajištění bezpečí poutníků a nedostačujícím zdravotním opatřením se Svatý rok odloží.
Teprve tři papežské konstituce vydané v letních měsících roku 1924 a stanovící podmínky k získání jubilejních odpustků rozptýlily všechny úmyslně vyvolávané pochybnosti. Jako příprava na Svatý rok byl v den národního italského svátku znovu umístěn na věži římské radnice na Kapitolu tradiční kříž, který byl odtud kdysi stržen z nenávisti k víře, poprvé v dějinách se objevily na veřejnosti i barevné propagační plakáty Svatého roku v šesti řečech a italská vláda vydala sérii šesti příležitostných známek.

## PrůběhSvatého roku

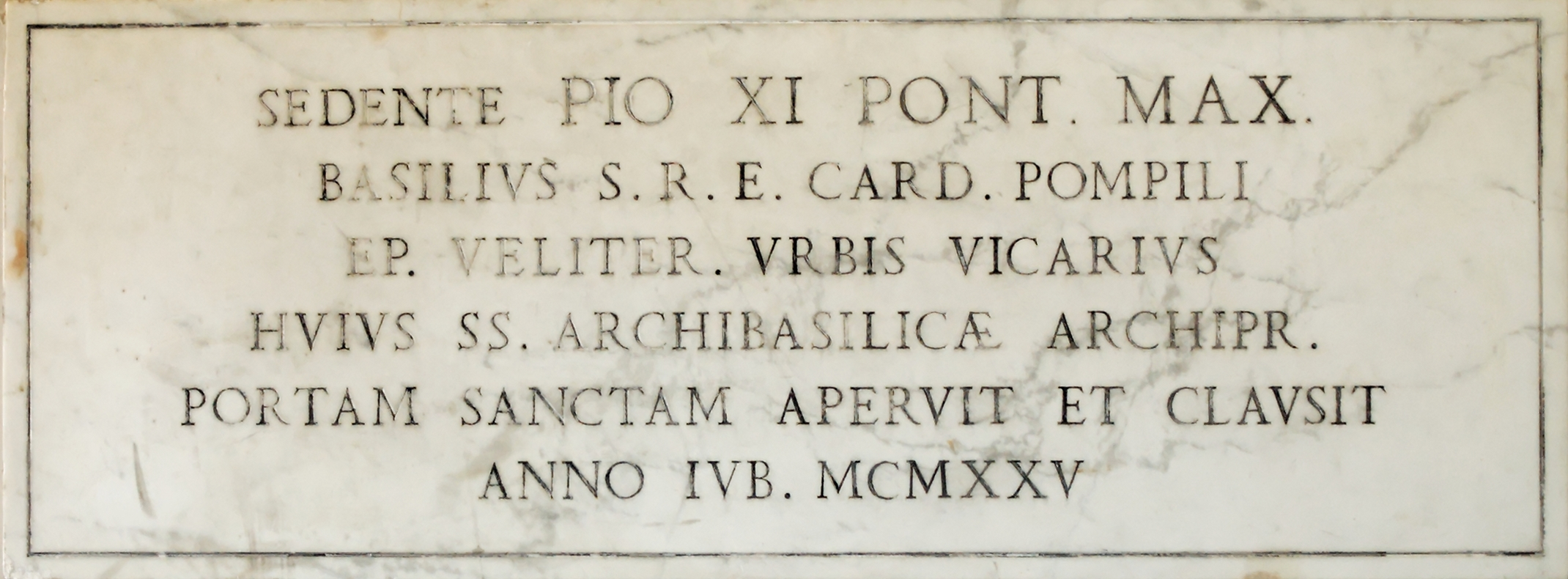
Nápis připomínající otevření a zavření Svaté brány papežem Piem XI. při jubileu 1925. Křížová chodba Lateránské baziliky.

Pius XI. otevřel 21. prosince rozsáhlou misijní výstavu umístěnou částečně ve vatikánských muzeích, zahradách a nádvořích. Ráno 25. prosince otevřel slavnostně i Svatou bránu u Svatého Petra. Obřad byl přizpůsoben okolnostem a papež, dosud „vatikánský vězeň“ (termín z doby papeže Pia IX.), nevyšel v slavnostním průvodu na náměstí. Zato v ostatních třech bazilikách otevřeli Svaté brány kardinálové-legáti poprvé po sto letech slavnostně podle rituálu použitého v roce 1825 papežem Lvem XII. Zatímco přístup do předsíně vatikánské baziliky byl omezen pro nedostatek místa, obrovské zástupy Římanů a poutníků se sešly do ostatních tří bazilik.

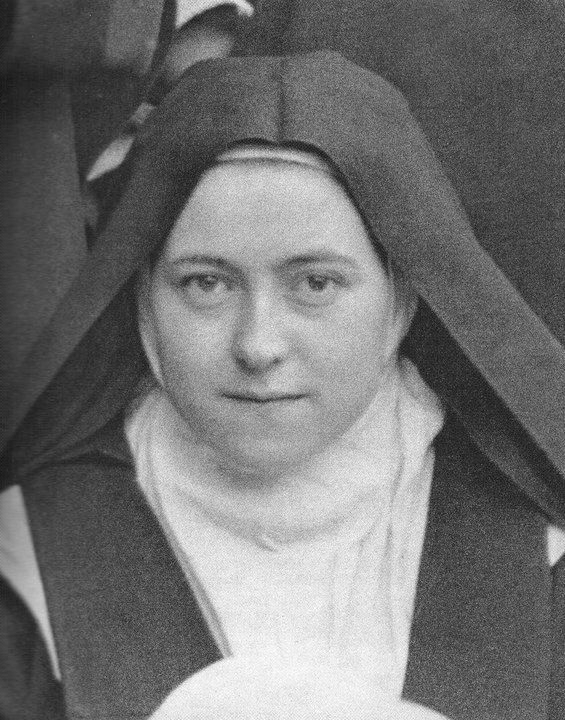
Terezie z Lisieux svatořená 17. 5. 1925

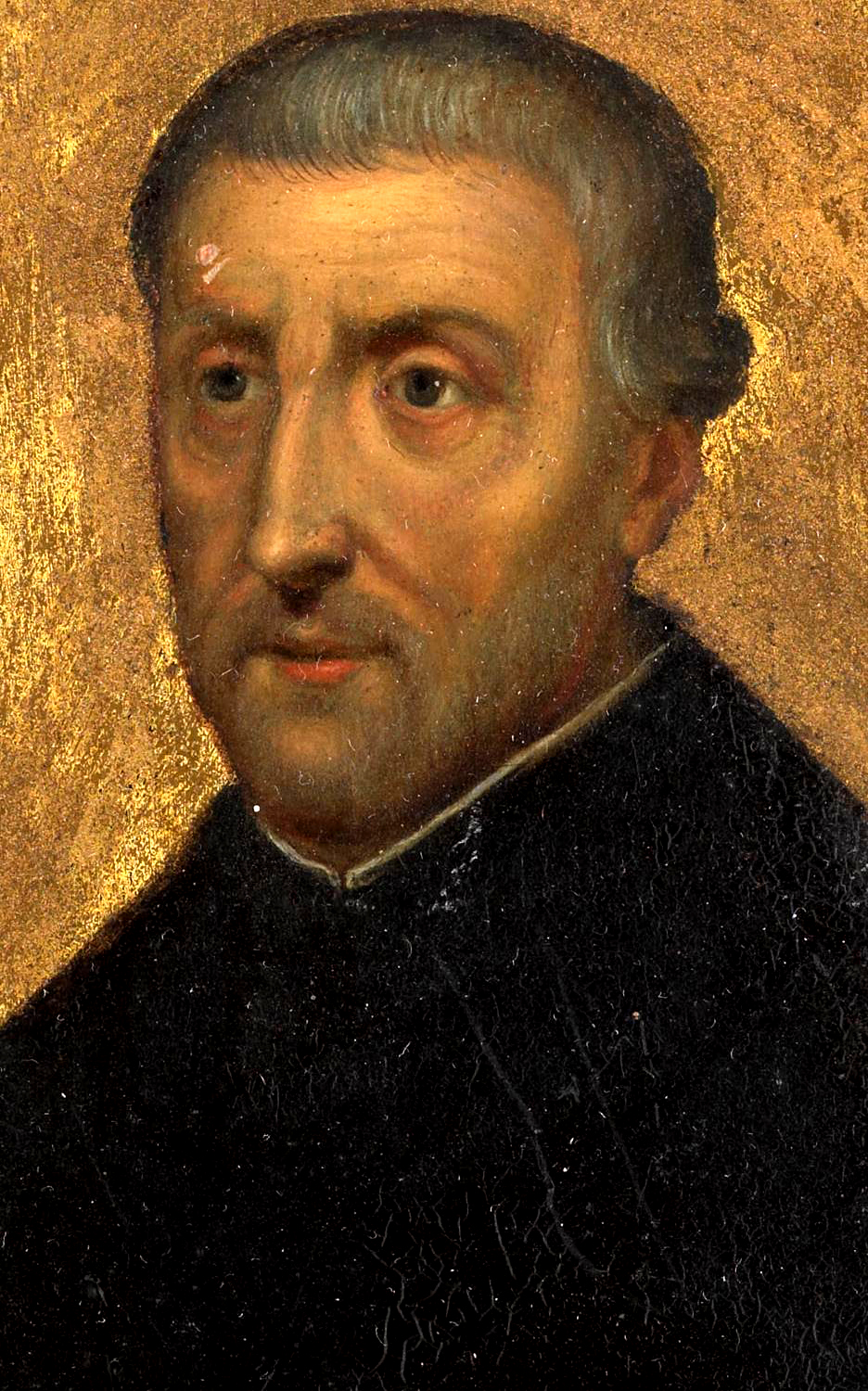
Petr Canisius svatořený 21. 5. 1925

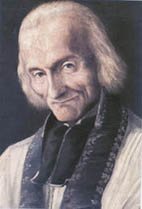
Jan Maria Vianney svatořečený 31. 5. 1925

Během Svatého roku jmenoval Pius XI. šest kardinálů, prohlásil za blahoslavené řadu osob, mezi nimi i Bernardettu Soubirous a skupiny mučedníků kanadských, korejských a z mučednice z Orange za Francouzské revoluce 1793–1794. Šest blahoslavených bylo prohlášení za svaté, mezi nimi i karmelitka Terezie z Lisieux, jmenovaná později patronkou misií, oblíbená světice Pia XI., dále jezuitský teolog protireformační doby Petr Kanisius, prohlášení současně i za církevního učitele, a „svatý farář Arský“, Jan Maria Vianney.
Udává se, že během Svatého roku připutovalo do Říma na 580 000 poutníků, ale mnoho přišlo soukromě. Ačkoliv německá společnost Aeroloyd nabízela k přepravě letadla, poutníci dali přednost rychlým vlakům a autobusům. Zpočátku v zimních měsících bylo poutníků málo, což zavdalo příležitost tisku k ironickým poznámkám o čekání na poutníka, který nepřijde. Na jaře a v létě však přijely skupiny z celého světa, včetně Jižní Ameriky, Afriky, Skandinávie a Austrálie. Sovětský svaz byl tehdy jediná země, jež nebyla zastoupena ani jediným poutníkem.

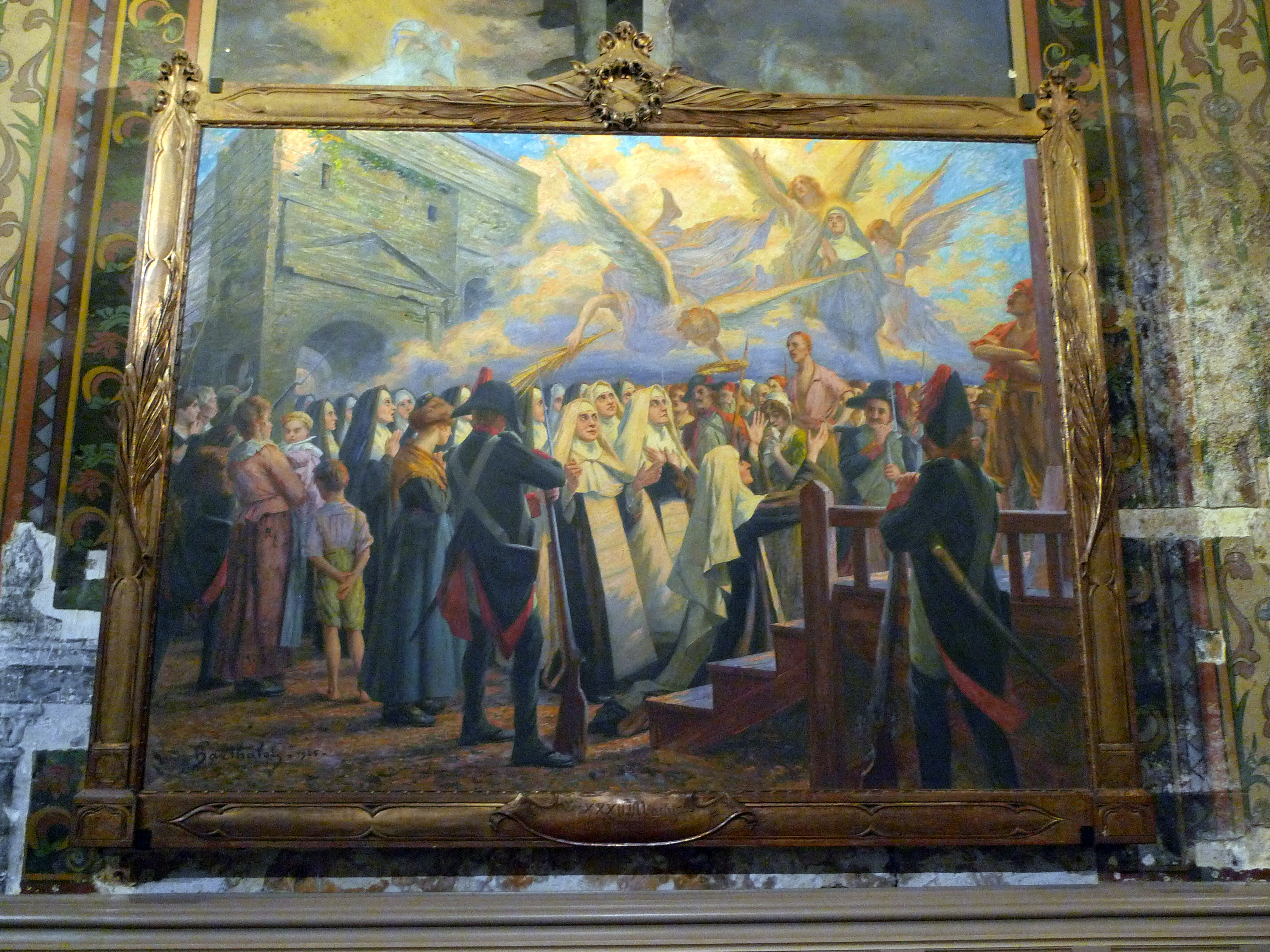
Obraz Blahoslavených mučednic z Orange, Katedrála Panny Marie Nazaretské v Orange

Podobně jako v roce 1900 nebylo už možno poskytnout chudým poutníkům pohoštění zdarma. Zvláštní komise pro ekonomické ubytování poutníků však zajistila zaopatření asi pro 1 milion očekávaných poutníků. Pohoštění zdarma mělo být poskytnuto pouze těm kteří by podle starobylého zvyku připutovali do Říma pěšky: mimo chudých italských poutníků bylo takto pohoštěno také 40 poutníků z Německa, 11 z Rakouska, 7 z Maďarska, 6 z Holandska, 5 z Československa, 1 ze Sýrie a otec s dvěma syny z Mexika. Mnozí, kteří putovali pěšky na paměť svých dědů a otců, pohostinství ze skromnosti nepřijali a o mnohých se ani neví. I tak neušla pozornosti matka rodiny z Maroka, skupina deseti skautů z Rivoli u Turína, kteří ušli 740 kilometrů za 20 dní, a nejmladšímu bylo pouhých 10 let, a 86letý kmet maďarského původu, který připutoval až z Jeruzaléma.
Někteří poutníci v Římě zemřeli: jeden indický biskup, bratr předsedy vlády Bavorska, bavorská poutnice, švec z Abruzz, bývalý major rakouskouherské armády z Rumunska, devatenáctiletý student z Horního Slezska Jan Škalud, který zemřel se jménem Ježíš na rtech, starosta porýnského Schaufenbergu a jiní. Třináctiletý anglický skaut, jediný syn matky vdovy, při návratu se svým oddílem domů nešťastnou náhodou vypadl uprostřed noci z vlaku nedaleko Laroche ve Francii. Ač Svatý rok probíhal v usebraném a klidném ovzduší, přece občas různé události rozrušily poutníky: v noci ze 3. na 4. července se dírou v místnosti nad pokladem baziliky svatého Petra v paláci kanovníků dostali dovnitř zloději a odnesli cenných předmětů asi za 1 milion tehdejších lir. Policie je dopadla i s lupem 6. července. 12. října byl zase zavražděn na ulici jezuita Pavel Gény šíleným vojákem.

### Poutníci z Československa
I v Československu všichni biskupové vyzývali věřící na pouť do Říma. Zvláštní výbor měl organizovat pouti skupin. Z Plzně přijela do Říma pouť už v březnu, mariánské družiny v dubnu, v červenci a v září němečtí katolíci z litoměřické diecéze, v červenci Lurdská poutní společnost, slovenská pouť v srpnu, katolická mládež z Čech a Moravy se připojila k mezinárodní pouti mládeže v září, moravská pouť byla v Římě koncem září a vídeňských Čechů v říjnu. Skutečně impozantní byla pouť ze Slovenska: poutníků bylo na 1 200 a byly zastoupeny všechny čtyři jazyky: slovenský, rusínský, maďarský a německý. Rusíni mimoto přijeli ještě ve zvláštní skupině. I tak však bylo z celého Československa jen asi 4 000 poutníků ve skupinách, což vzhledem k ostatním zemím byl počet překvapivě malý.
V úřední publikaci vydané v Římě po Svatém roku se jako hlavní příčiny udávají jednak hospodářská krize, jednak volby v Československu, jednak chystaný slet katolické tělovýchovné organizace a konečně i událost, jež během Svatého roku narušila i styky mezi Československem a Svatým stolcem.

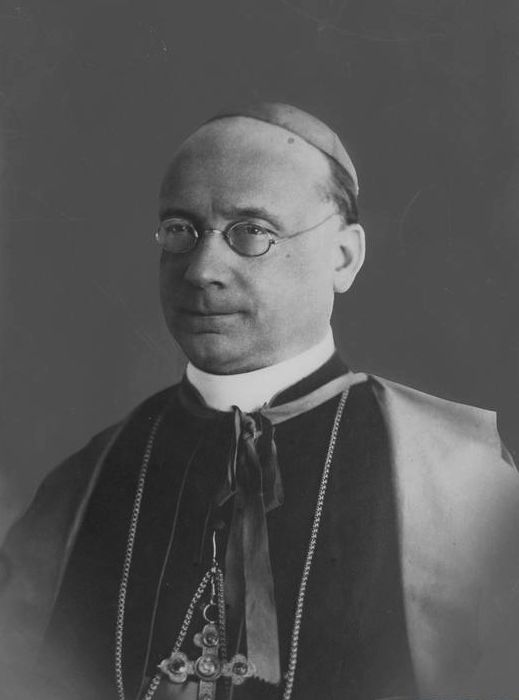
Francesco Marmaggi, apoštolský nuncius v Československu v letech 1923–1925

V Československu se totiž konaly, ač nebylo žádné zvláštní jubileum, okázale oslavy na paměť Mistra Jana Husa 6. července pod patronátem prezidenta Masaryka a za čestného předsednictví ministerského předsedy Antonína Švehly. Svatý stolec viděl v této události během Svatého roku úmyslné provokační protikatolické gesto, urážející city katolické většiny občanů. Podal prostřednictvím nuncia Marmaggiho protest a odvolal jej do Říma. Československá vláda pak odvolala svého vyslance u Vatikánu a oficiální československý tisk zahájil očerňovací kampaň proti Vatikánu.
Italský tisk naopak zdůraznil, že přes všechny zásluhy Husovy o český národ je nesporná skutečnost, že byl jako kacíř církví odsouzen, a tudíž jde o jasnou nesrovnalost, když je oficiálně oslavován jako symbol převážně katolického národa. I biskupové celého státu vydali k 1. srpnu společný pastýřský list, kde zdůraznili jasně protikatolické zabarvení oslav a přes svou věrnost státu prohlásili, že nemohou souhlasit, aby někdo bránil dávat Bohu, co je Božího, a jeho církvi na zemi, co jí patří. V Římě vyjádřil Pius XI. během audience svou bolest 10. července litoměřickým a 17. července českým poutníkům.
Radostnější byly kroky podniknuté během Svatého roku ve prospěch budoucího papežského semináře pro všechny diecéze Československa – koleje Nepomucena. Jeho založení na místě staré České koleje bylo rozhodnuto biskupy Československa v roce 1922. Američtí krajané už přispěli značným obnosem, ale stále chyběly finanční prostředky. Proto v roce 1924 znovu zdůraznil vyšehradskému proboštovi Františku Zapletalovi Pius XI. nutnost nové koleje a rozhodl, že jeden milión lir by měli obstarat biskupové od dobrodinců v Československu, druhý by měly vynést sbírky mezi krajany v Americe a třetí milión že přidá on sám, „jakožto otec svým dětem na to, co nutně potřebují, peníze dává a nepůjčuje.“ Během Svatého roku ukázal papež biskupu Kašparovi svůj deník, kde měl zapsáno, že určil pro novou kolej jeden milión lir a ještě v srpnu 1925 uložil na účet stavby jednu třetinu obnosu.

## UzavřeníSvatého rokua jeho dopady

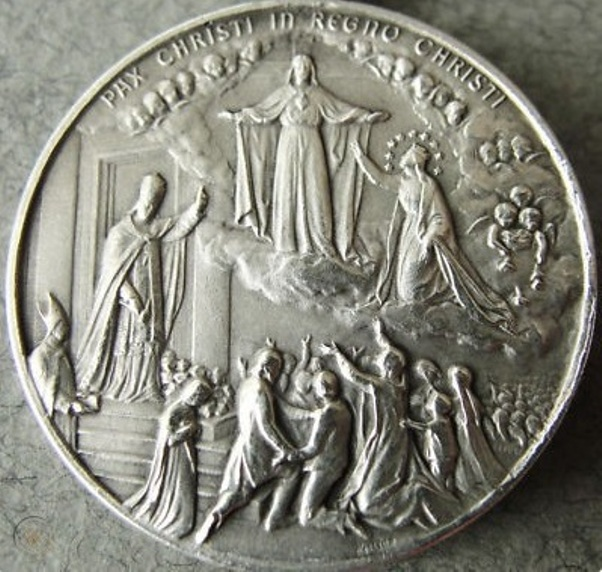
Pamětní medaile na Svatý rok 1925 za pontifikátu Pia XI. s nápisy: Pax Christi in regno Christi

Svatý rok se přes všechna očekávání uzavřel klidně. Mnoho kongresů a shromáždění se konalo v jeho rámci v Římě. V Koloseu byl odpoledne 29. listopadu posvěcen podstavec nového kříže, nahrazujícího onen, který byl provokativně odstraněn po roce 1870. Kříž sám byl v Koloseu vztyčen až 24. října 1926. Večer na Štědrý den Pius XI. uzavřel Svatou bránu Svatopetrské baziliky. Totéž datum nese i okružní list Quas primas, jímž na trvalou památku na tento Svatý rok Pius XI. ustanovil svátek Ježíše Krista Krále, slavený do nedávné reformy církevního kalendáře v poslední neděli v říjnu, nyní v poslední neděli liturgického roku. V roce 1925 Pius XI. však nový svátek oslavil 31. prosince na závěr občanského roku mší svatou, při níž zasvětil celý svět Nejsvětějšímu Srdci Ježíšovu, a na poděkování za Boží požehnání udělené během Svatého roku se ozvalo Svatopetrskou bazilikou mohutné Te Deum. Jubilejní odpustky pak byly rozšířeny na místní diecéze po celý rok 1926.
Když odevzdával kardinál Pompili 6. srpna 1927 do tisku mohutný dokumentační sborník „Cronistoria dell'Anno Santo 1925“, právem mohl v předmluvě napsat: „Jubileum roku 1925 bylo jednou z nejvýznačnějších událostí v dějinách církve, před ním mizí ostatní události politické, sociální, ekonomické, vědecké a umělecké, jimiž se hemží současná doba.“ Průběh Svatého roku nebylo možno shrnout lépe a stručněji než slovy „Cronistorie“: „Přes všechnu nejistotu, temné předpovědi a obavy manifestace Svatého roku proběhly klidně a pokojně. Vyústily v slavné zdůraznění víry, zbožnosti a synovské oddanosti k stolci Petrovu a k zástupci Ježíše Krista. Nechť je Bůh pochválen!“

#### Studie a články
- Anni Santi (Gli). Torino: [s.n.], 1934. (italsky)
- BARGELLINI, Piero. L'Anno Santo nella storia, nella letteratura e nell’ arte. Florencie: [s.n.], [1974]. 318 s. (italsky)
- CASTELLI, Giulio. Gli Anni Santi. Il grande perdono. Rocca S. Casciano: [s.n.], 1949. (italsky)
- CECCHETTI, I. The Sublime City. Washington – Řím: Frediani G, 1950. (anglicky)
- CECCHETTI, I. Roma nobilis. L’idea, la missione, le memoria. Il destino di Roma. Řím: Cechetti I., 1950. (italsky)
- Storia e typografia dell’ Anno Santo. Vatikán: Comitato centrale per l’Anno Santo, 1974. (italsky)
- DE BLASI, Jolanda. Giubileo. Racconto di sei secoli e mezzo (1300–1950). Florencie: Del Turco Ed., 1950. 624 s. (italsky)
- DI MEGLIO, S. Breve storia dell’Anno Santo. Siena: [s.n.], 1973. (italsky)
- DUMEIGE, G. L’accueil de Rome aux pelegrins du Jubilé de 1575 (přednáška v Centre d’Études saint Louis de France, 10. prosince 1974). [s.l.]: [s.n.] (francouzsky)
- DVPRÉ THESEIDER, E. Roma dal Comune del popolo alla Signoria pontificia (1252–1377). [s.l.]: [s.n.], 1952. (italsky)
- FRUGONI, A. La devozione dei Bianchi del 1399. In:  L’attesa dell’età nuova nella spiritualità della fine del medio evo. [s.l.]: Todi, 1962. S. 232–248. (italsky)
- GALUZZI, A. Gli Anni Santi nell’età moderna, v: Schede di storia della Chiesa nell’età moderna. Řím: [s.n.], 1994–19952. S. 265–324. (italsky)
- GORDINI, G. D. Storie dei pellegrini, di briganti e di anni santi, (Chiesa sotto inchiesta, 3). Torino: [s.n.], [1974]. (italsky)
- MARONI LOMBROSO, M; MARTINI, A. Le confraternite romane nelle loro Chiese. Řím: [s.n.], 1963. (italsky)
- MARTIRE, E. Santi e Birboni. Luci ed ombre nella storia dei giubilei. Milano: [s.n.], 1950. (italsky)
- MELIS, F. Movimenti di popoli e motivi economici nel giubileo del 1400; v: Miscellanea Gilles Gerard Meerseman, I,. Padova: [s.n.], 1970. S. 343–367. (italsky)
- Mostra documentaria degli Anni Santi (1300–1975). Vatikán: [s.n.], 1975. (italsky)
- PASTOR, L., von. Storia dei papi dalla fine del medio evo ..., 20 sv.. 1950–1963 (fototypické vyd. 1971). vyd. Řím: [s.n.] (italsky)
- POLC, Jaroslav Václav. De origine festi Visitazione. Řím: (Coronas Lateranensis, 9A), 1967. (italsky)
- POLC, Jaroslav Václav. La festa della Visitazione e il Giubileo del 1390. Rivista di storia della Chiesa in Italia 29. 1975, s. 149–172. (italsky)
- SCHMIDT, H. Bullarium Anni Sancti. Řím: [s.n.], 1949. (latinsky)
- SECRET, F. Le „Tractatus de anno Jubilaei de Lazaro da Viterbo. Grégoire XIII e la Kabbale chrétiénne, Rinascimento“, serie II., 6. 1966, s. 305–333. (italsky)
- Storia e topografia dell’Anno Santo. Vatikán: Comitato centrale per l’Anno Santo, 1974. (italsky)

#### Periodika
- Acta Sanctae Sedis (–1904). Acta Apostolicae Sedis. (–1904). (latinsky)
- Anno Santo, Řím. 1973–1975. (italsky)
- Civiltà Cattolica (La), Řím (italsky)
- Jubilaeum. Ephemerides Anni Sancti, Città del Vaticano. [1974/1975].
- Nový život, Řím
- L'Osservatore Romano, Città del Vaticano (italsky)